# We Others: New and Selected Stories
We Others: New and Selected Stories är en novellsamling av den amerikanske författaren Steven Millhauser, utgiven 2011 av Alfred A. Knopf. Boken innehåller ett urval av berättelser ur författarens tidigare samlingar samt ett antal nyskrivna noveller.

## Innehåll

### New Stories
- "The Slap"
- "Tales of Darkness and the Unknown, Vol. XIV: The White Glove"
- "Getting Closer"
- "The Invasion from Outer Space"
- "People of the Book"
- "The Next Thing"
- "We Others"

### Selected Stories
- "A Protest Against the Sun" (från In The Penny Arcade)
- "August Eschenburg" (från In The Penny Arcade)
- "Snowmen" (från In The Penny Arcade)
- "The Barnum Museum" (från The Barnum Museum)
- "The Eighth Voyage of Sinbad" (från The Barnum Museum)
- "Eisenheim the Illusionist" (från The Barnum Museum)
- "The Knife Thrower" (från The Knife Thrower and Other Stories)
- "A Visit" (från The Knife Thrower and Other Stories)
- "Flying Carpets" (från The Knife Thrower and Other Stories)
- "Clair de Lune" (från The Knife Thrower and Other Stories)
- "Cat 'n' Mouse" (från Dangerous Laughter: Thirteen Stories)
- "The Disappearance of Elaine Coleman" (från Dangerous Laughter: Thirteen Stories)
- "History of a Disturbance" (från Dangerous Laughter: Thirteen Stories)
- "The Wizard of West Orange" (från Dangerous Laughter: Thirteen Stories)